# Mort d'une nonne
Pour plus de détails, voir Fiche technique et Distribution.
Mort d'une nonne (titre original néerlandais : Dood van een non) est un film belgo-néerlandais réalisé en 1976 par Paul Collet et Pierre Drouot d'après le roman De dood van een non de Maria Rosseels publié en 1961.

## Fiche technique
- Réalisation  : Paul Collet et Pierre Drouot
- Scénario : Paul Collet, Pierre Drouot, Maria Rosseels (roman)
- Photographie : Rufus Bohez, Walther van den Ende
- Montage : Françoise Dumoulin, Susana Rossberg
- Musique : Pieter Verlinden
- Date de sortie : 1976

## Distribution
- Nellie Rosiers : Sabine Arnauld
- Josine van Dalsum : Gertrude
- Jules Hamel : Joris
- Jo De Meyere : Nikki
- Elizabeth Anderson : Mère Ancilla
- Hans Royaards : Simon (comme Hans Rooyaards)
- Roger Coorens : Le père
- Elly Koot : Marie-Anne
- Paula Sleyp : La responsable des novices
- Henny Alma : La mère
- Janine Bischops : Andrea
- Elliot Tiber : Finch
- Antoine Carette : Le prêtre (comme Antoon Carette)
- Jozef Pellens : Daniel
- Roos Van Wijk : Sœur du couvent
- Rea Dolhain : Sabine, jeune